# أقحوان زهرة الذهب
أقحوان زهرة الذهب أو زهر اللبن أو کركاش (بالإنجليزية: Feverfew)‏ هو نوع نباتي ينتمي إلى جنس الأقحوان من الفصيلة النجمية.
ينتج النبات أزهاراً ذات خصائص طبية تستعمل في أمراض الجلد والجروح والدوالي والقرح والحروق والعين المسيلة للدموع وملينة ومسكنة للألم. عند غليها يستخدم المحلول في معالجة المغص والبرد والكحة والزكام والمعدة والجهاز الهضمي والكبد والكلى المثانة.

## أسماء أخرى
الأقحوان معروف أيضا كالأزرارية، النبات الملطف للحمى والكينين البري والبابونج البري وتعرف أيضاً زهرة الاقحوان بالبنسلين الروسي.
ينمو على المنحدرات الصخرية والأسوار والأماكن المهملة
ويزرع حالياً في أغلب بقاع الأرض، الجزء المستخدم منه الرؤوس المزهرة بعد تفتحها بالكامل.

## الوصف النباتي
نبات عشبي معمر موطنه أوروبا وجنوب غرب آسيا. يصل ارتفاع النبات إلى حوالي متر ونصف المتر وهو يشبه إلى حد ما نبات البابونج ولكنه يختلف عنه في المحتويات الكيميائية وكذلك التأثير.